# 肥田村
肥田村（ひだむら）は、岐阜県土岐郡にあった村である。
昭和30年(1955年)2月1日に笠原町を除く土岐郡の8町村が合併し土岐市となる。現在の土岐市肥田町地区。
美濃焼の産地で皿の生産を得意とする。

## 地理
- 河川：土岐川、肥田川

## 歴史

### 沿革
- 明治5年（1872年） - 上肥田村と中肥田村と下肥田村が合併し土岐郡肥田村となる。
- 明治5年（1872年） -上浅野村と下浅野村が合併し土岐郡浅野村となる。
- 明治22年（1889年）7月1日 - 町村制施行に伴い、浅野村を編入し土岐郡肥田村が成立。
- 昭和30年（1955年）2月1日 - 泉町・土岐津町・下石町・妻木町・駄知町・鶴里村・曽木村と合併し土岐市となる。

土岐市への合併の経緯は、土岐市の合併の経過を参照

## 教育

### 中学校
- 村立肥田中学校（現・土岐市立肥田中学校）

### 小学校
- 村立肥田小学校（現・土岐市立肥田小学校）

## 合併後
- 土岐市への合併後は、肥田町とし、肥田小学校は場所を移動した。

### 地区
- 地区は以下に分けられている。
  - 下肥田地区
  - 中肥田地区
  - 上肥田地区
  - 浅野地区